# Xeloma tomentosa
Xeloma tomentosa är en skalbaggsart som beskrevs av Hippolyte Louis Gory och Achille Rémy Percheron 1833. Xeloma tomentosa ingår i släktet Xeloma och familjen Cetoniidae. Utöver nominatformen finns också underarten X. t. angolensis.